# Unbiocti
L'unbiocti o eka-curi és el nom temporal d'un element químic desconegut de la taula periòdica que té el símbol Ubo i nombre atòmic Z=128. El nom temporal de l'unbioctium significa un-dos-vuit. Pertany als superactínids i formaria part dels elements del bloc g. La seva configuració electrònica seria, per aplicació del Principi d'Aufbau; 
[Og] 8s² 5g8 però es va calcular, tenint en compte les correccions induïdes per la cromodinàmica quàntica i la distribució relativista de Breit-Wigner, com a [Og] 8s² 8p² 6f³ 5g³, o [Og] 8s² 8p² 6f² 5g4 pel mètode Dirac-Fock-Slater. Aquest element tindria una vida mitjana curta i podria ser radioactiu.

## Estabilitat dels nucleids d'aquesta mida
Mai no s’ha observat cap superactínide i no se sap si l'existència d’un àtom tan pesant és físicament possible.
El model en capes del nucli atòmic prediu l'existència de nombres màgics per tipus de nucleó a causa de l'estratificació de neutrons i protons en nivells d'energia quàntica al nucli postulat per aquest model, com el que succeeix amb els electrons a nivell atòmic. ; un d’aquests nombres màgics és el 126, observat per als neutrons, però encara no per als protons, mentre que el següent número màgic, el 184, mai no s’ha observat : S'espera que els núclids amb aproximadament 126 protons i 184 neutrons ser significativament més estables que els núclids veïns, possiblement amb vides mitjanes de més d'un segon, el que constituiria una " illa d’estabilitat ".
La dificultat és que, per als àtoms superpesants, la determinació dels nombres màgics sembla més delicada que per als àtoms lleugers, de manera que, segons els models, el següent número màgic seria buscar Z entre 114 i 126.